# Jérémy Mathieu
Jérémy Mathieu (født 29. oktober 1983 i Luxeuil-les-Bains, Frankrig) er en fransk fodboldspiller (forsvarer). Han spiller i den portugisiske Primeira Liga-klub Sporting Lissabon. Han har tidligere spillet for Toulouse FC, FC Sochaux, FC Barcelona og Valencia CF.

## Landshold
Mathieu har (pr. marts 2018) optrådt 5 gange for Frankrigs A-landshold, og har også optrådt for landets U/18, U/19 og U/21 hold.